# القلعة (جندوبة)
القلعة المعدن الفرقصان هي بلدية تونسية تابعة لولاية جندوبة و مركزها هي مدينة ورغش تتبع إداريا معتمدية غار دماء  تقع على الحدود الجزائرية و تحدها أيضا بلديات غار دماء و جندوبة و و وادي مليز و الجواودة .
يوجد بالمدينة عدة منشآت عمومية مدارس ابتدائية و إعدادية و ثانوية باضافة لوحدات صحية موزعة على عدة مناطق .
يوجد بالبلدية قاعدة عسكرية متطورة للجيش التونسي و تحتوي على مراكز  أمنية و حدودية .